# مشروع إحصاء الجثث في العراق
مشروع إحصاء الجثث في العراق (IBC) هو جهد على شبكة الإنترنت لتسجيل الوفيات المدنية الناتجة عن غزو العراق عام 2003 بقيادة الولايات المتحدة.يشمل ذلك الوفيات التي تُعزى إلى العمل العسكري للتحالف والمتمردين، والعنف الطائفي والعنف الإجرامي، والذي يشير إلى عدد القتلى المدنيين الفائض بسبب الأعمال الإجرامية الناتجة عن انهيار القانون والنظام الذي أعقب غزو التحالف.اعتبارًا من فبراير 2019، سجلت مشروع إحصاء الجثث في العراق 183,249 - 205,785 حالة وفاة مدنية. لدى مشروع إحصاء الجثث في العراق نهج يركز على الوسائط لإحصاء وتوثيق الوفيات.قدمت مصادر أخرى تقديرات مختلفة للوفيات، بعضها أعلى من ذلك بكثير.انظر ضحايا حرب العراق.
يستخدم المشروع تقارير من وسائل الإعلام الإخبارية باللغة الإنجليزية (بما في ذلك وسائل الإعلام العربية المترجمة إلى الإنجليزية)، والتقارير المستندة إلى المنظمات غير الحكومية، والسجلات الرسمية التي تم نشرها في المجال العام لتجميع المجموع الكلي. تذكر مشروع إحصاء الجثث في العراق في صفحة قاعدة البيانات الخاصة بها: «تشير الثغرات في التسجيل والإبلاغ إلى أنه حتى أعلى الأرقام الإجمالية لدينا حتى الآن قد تفقد العديد من القتلى المدنيين بسبب العنف». يعمل في المجموعة متطوعون يتألفون بشكل أساسي من أكاديميين ونشطاء مقيمين في المملكة المتحدة والولايات المتحدة.أسس المشروع جون سلوبودا وحميت دارداغان.
ووفقًا لجوناثان ستيل، الذي كتب في صحيفة الغارديان، فإن شركة آي بي سي «تعتبر على نطاق واسع قاعدة البيانات الأكثر موثوقية لقتلى المدنيين العراقيين». لكن بعض الباحثين يعتبرونه في أفضل الأحوال أرضية أو خط أساس للوفيات، وأنه يقلل من معدل الوفيات الفعلي من خلال عدة عوامل محتملة.

## بيان المشروع
تنص صفحة نظرة عامة على مشروع إحصاء الجثث في العراق على ما يلي:
«هذا مشروع مستمر للأمن البشري يحافظ على قاعدة البيانات العامة المستقلة والشاملة الوحيدة في العالم للوفيات المدنية التي أبلغت عنها وسائل الإعلام في العراق، والتي نتجت عن التدخل العسكري للولايات المتحدة وحلفائها في عام 2003.يشمل الإحصاء القتلى المدنيين بسبب العمل العسكري للتحالف والردود العسكرية أو شبه العسكرية على وجود التحالف (مثل هجمات المتمردين والإرهابية).كما يشمل الوفيات الزائدة في صفوف المدنيين الناجمة عن الإجراءات الجنائية الناتجة عن انهيار القانون والنظام الذي أعقب غزو التحالف».
وينقل المشروع عن الجنرال الأمريكي في العراق تومي فرانكس قوله«لا نقوم بإحصاء الجثث».الاقتباس مأخوذ من مناقشة عملية أناكوندا في أفغانستان وكان يشير إلى عدد القتلى من جنود العدو، في سياق استخدام تعداد أجساد العدو كمقياس للنجاح العسكري.يمكن القول إن الموقع الإلكتروني، الذي أغفل سياق الاقتباس، يخلط بين معنى«عدد جثث العدو» و «الوفيات المدنية المتسببة» ويشير ضمنًا إلى أن الولايات المتحدة غير مهتمة بعدد القتلى المدنيين الذين تسببهم عملياتها العسكرية.

## طريقة
تنص صفحة نظرة عامة على مشروع إحصاء الجثث في العراق على ما يلي: «الوفيات في قاعدة البيانات مستمدة من مسح شامل لوسائل الإعلام التجارية والتقارير المستندة إلى المنظمات غير الحكومية، جنبا إلى جنب مع السجلات الرسمية التي تم نشرها في المجال العام.وتتراوح التقارير من حسابات محددة تستند إلى الحوادث إلى أرقام من المستشفيات والمشارح وغيرها من وكالات جمع البيانات الوثائقية.»
يقوم متطوعو المشروع بأخذ عينات من القصص الإخبارية لاستخراج الحد الأدنى والأقصى من أعداد الضحايا المدنيين.يتم تضمين كل حادثة تم الإبلاغ عنها على الأقل من قبل مصدرين إخباريين مستقلين في قاعدة بيانات مشروع إحصاء الجثث في العراق.في ديسمبر2007، أعلنت مشروع إحصاء الجثث في العراق أنها ستبدأ في تضمين الوفيات التي أبلغ عنها مصدر واحد، وأن عدد الوفيات التي قدمتها هذه التقارير سيتم تتبعها علانية على صفحة قاعدة البيانات الخاصة بها. ما بين3.3 و3.5 بالمائة من الوفيات التي سجلتها مشروع إحصاء الجثث في العراق هي حاليًا  المدرجة في صفحة قاعدة البيانات على أنها مشتقة من مصدر واحد.
مشروع إحصاء الجثث في العراق هو حساب مدني بحت.يعرّف مشروع إحصاء الجثث في العراق المدني بأنه يستثني الجنود والمتمردين والمفجرين الانتحاريين العراقيين أو أي شخص آخر متورط بشكل مباشر في أعمال عنف مرتبطة بالحرب.يتم استخدام رقم «الحد الأدنى» و «الحد الأقصى» عندما تختلف التقارير حول عدد القتلى، أو عندما يكون الوضع المدني للموتى غير مؤكد.
إن مشروع إحصاء الجثث في العراق ليس «تقديرًا» لإجمالي الوفيات بين المدنيين بناءً على التوقعات أو أشكال أخرى من الاستقراء.إنه تجميع للوفيات الموثقة، كما ذكرت وسائل الإعلام الناطقة بالإنجليزية في جميع أنحاء العالم.راجع قسم المصادر في الأسفل لمزيد من المعلومات حول وسائل الإعلام ومصادرها.
بعض اقترحوا أن تحيز المصادر قد يؤثر على العد.إذا تم اقتباس رقم من مصدر مناهض للتحالف، وفشل الحلفاء في إعطاء رقم محدد بشكل كافٍ رقم بديل، يتم إدخال الرقم المناهض للتحالف في قاعدة بيانات مشروع إحصاء الجثث في العراق كحد أقصى وأدنى.نفس يعمل بالعكس.يجادل المشروع بأن هذه المبالغ الزائدة أو المتدنية المحتملة من قبل مصادر إعلامية مختلفة ستميل إلى تحقيق التوازن.
تُظهر قاعدة بيانات مشروع إحصاء الجثث في العراق على الإنترنت الصحيفة أو المجلة أو موقع الويب حيث يتم الإبلاغ عن كل رقم وتاريخ الإبلاغ عنه.ومع ذلك، فقد تم انتقاد هذا غير كافٍ لأنه لا يُدرج عادةً المصادر الأصلية للمعلومات: أي المنظمة غير الحكومية أو الصحفي أو الحكومة المسؤولة عن العدد المقدم.ومن ثم، فإن أي تحيز متأصل بسبب عدم وجود تقارير موثوقة من مصادر مستقلة أو متحالفة ليس متاحًا للقارئ بسهولة.